# Tabakskrekels
Tabakskrekels (Brachytrupes) zijn een geslacht van rechtvleugeligen uit de familie krekels (Gryllidae). De wetenschappelijke naam van dit geslacht is voor het eerst geldig gepubliceerd in 1838 door Serville.

## Kenmerken
Deze soort heeft een langwerpig lichaam met een afgeronde kop met lange antennen. De vleugels liggen plat over het lichaam gevouwen. Aan de achterkant bevinden zich cerci. Ze hebben sterke achterpoten. De kleur van deze dieren is roestbruin.

## Verspreiding en leefgebied
Deze soort komt voor op de Afrikaanse savanne, waar diverse soorten een bedreiging vormen voor thee-, tabaks- en katoenplantages.

## Soorten
Het geslacht Brachytrupes omvat de volgende soorten:
- Brachytrupes calaharicus Karny, 1910
- Brachytrupes chopardi Uvarov, 1922
- Brachytrupes grandidieri Saussure, 1877
- Brachytrupes megacephalus Lefebvre, 1827
- Brachytrupes membranaceus Drury, 1770
- Brachytrupes politus Bolívar, 1890
- Brachytrupes testaceus Karny, 1910